# 204 (عدد)
204 هو عدد صحيح. طبيعي بين 203 و205

## في الرياضيات

### خصائص
- 204عدد زوجي
- 204عدد زائد
- 204 عدد مضلعي (9 أضلاع-69 أضلاع-...)